# كايل براون (لاعب كريكت)
كايل براون (10 مايو 1973 في نيوزيلندا - ) (بالإنجليزية: Kyle Brown)‏ هو لاعب كريكت نيوزلندي.

## وصلات خارجية
- كايل براون على موقع إي آس بي آن كريك إنفو (الإنجليزية)